# 里德·里布爾
里德·里布爾（英語：Reid Ribble；1956年4月5日—）是美国的一位政治人物。自2011年開始，他是威斯康辛州第八國會選區選出的聯邦眾議員。他的黨籍是共和黨。他在2010年獲得了共和黨內提名並首次當選。